# Sakhuawa
Sakhuawa – gaun wikas samiti w środkowej części Nepalu  w strefie Narajani w dystrykcie Rautahat. Według nepalskiego spisu powszechnego z 2001 roku liczył on 584 gospodarstw domowych i 3736 mieszkańców (1751 kobiet i 1985 mężczyzn).